# Perrancey-les-Vieux-Moulins

Perrancey-les-Vieux-Moulins este o comună în departamentul Haute-Marne din nord-estul Franței. În 2009 avea o populație de 280 de locuitori.

## Evoluția populației
| An        | 1975 | 1982 | 1990 | 1999 | 2006 | 2009 |
| --------- | ---- | ---- | ---- | ---- | ---- | ---- |
| Populație | 268  | 255  | 287  | 262  | 276  | 280  |